# Bomber (album)
Bomber is het derde studioalbum van de Britse rockband Motörhead. Het werd op 27 oktober 1979 vrijgegeven voor Bronze Records.

## Muziek
| Nr. | Titel                  | Duur |
| --- | ---------------------- | ---- |
| 1.  | Dead Men Tell No Tales | 3:05 |
| 2.  | Lawman                 | 3:56 |
| 3.  | Sweet Revenge          | 4:14 |
| 4.  | Sharpshooter           | 3:18 |
| 5.  | Poison                 | 2:55 |

| Nr. | Titel              | Duur |
| --- | ------------------ | ---- |
| 1.  | Stone Dead Forever | 4:56 |
| 2.  | All The Aces       | 3:25 |
| 3.  | Step Down          | 3:42 |
| 4.  | Talking Head       | 3:42 |
| 5.  | Bomber             | 3:49 |

| Nr. | Titel                  | Uitgave als                | Duur |
| --- | ---------------------- | -------------------------- | ---- |
| 9.  | Over The Top           | B-kant van Bomber (single) | 3:21 |
| 10. | Leaving Here           | Live-uitvoering (1980)     | 3:02 |
| 11. | Stone Dead Forever     | Live-uitvoering (1980)     | 5:31 |
| 12. | Dead Men Tell No Tales | Live-uitvoering (1980)     | 2:44 |
| 13. | Too Late, Too Late     | Live-uitvoering (1980)     | 3:21 |
| 14. | Stone Dead Forever     | Alternatieve versie        | 4:34 |
| 15. | Sharpshooter           | Alternatieve versie        | 3:16 |
| 16. | Bomber                 | Alternatieve versie        | 3:35 |
| 17. | Step Down              | Alternatieve versie        | 3:28 |

## Personeel

### Motörhead
- Lemmy Kilmister - zang, basgitaar
- "Fast" Eddie Clarke – gitaar, zang op “Step Down”
- Phil "Philthy Animal" Taylor – drumstel

### Productie
- Jimmy Miller – producer
- Trevor Hallesy – technicus
- Darren Burn – mastering
- Nigel Brooke-Hartz - mastering
- Adrian Chesterman – hoesontwerp
- Motörhead - uitvoerende producenten
- Joe Petagno – ontwerp van het Motörhead-logo

## Albumlijst
| Chart           | Hoogste positie |
| --------------- | --------------- |
| UK Albums Chart | 12              |